# Éric Charbonneau
Pour les articles homonymes, voir Charbonneau.
Éric Charbonneau, né le 11 juillet 1969 à Montréal, est un homme politique québécois. À la suite de l'élection québécoise de 2007, il devient le député de Johnson à l'Assemblée nationale du Québec sous la bannière de l'Action démocratique du Québec. Il est également fait porte-parole de l'opposition officielle en matière d'allégement réglementaire et de PME et membre de la Commission de l'économie et du travail.

## Biographie
Éric Charbonneau est titulaire d'un baccalauréat en économie de l'Université de Sherbrooke en 1992. Il a une licence d'aviation à titre de pilote privé depuis 2002.
Il est économiste pour le ministère des Transports du Québec et le ministère de l'Énergie et des Ressources du Québec de 1991 à 1994, ainsi que pour Couvoir Boire et frères, à Wickham, en 1995 et en 1996. Il est par la suite chef responsable des produits moulés pour Acton international de 1996 à 1999. à Acton Vale. Il est contremaître et gestionnaire pour Couvoir Boire et Frères de 1999 à 2002, et planificateur de production chez Métalus, à Drummondville, de 2002 à 2006.
En 2007, il est élu député de l'Action démocratique du Québec dans Johnson en 2007. À l'élection générale québécoise de 2008, il est défait par le péquiste Étienne-Alexis Boucher.
Il est élu maire d'Acton Vale en 2009, puis réélu en 2013, en 2017 et en 2021.